# Romanas
Romanas ist ein litauischer männlicher Vorname, abgeleitet von Roman.

## Namensträger
- Romanas Arlauskas (1917–2009), litauischer, später australischer Schachspieler
- Romanas Romanovas (* 1976), russisch-litauischer Manager
- Romanas Raulynaitis (* 1968), litauischer Manager und Rechtsanwalt
- Romanas Algimantas Sedlickas (* 1942), litauischer Politiker und Rechtsanwalt